# Case e misteri - Perizia mortale
Case e misteri - Perizia mortale è un film televisivo del 2018 diretto da Mark Jean.
Si tratta del terzo ed ultimo film tratto dai romanzi della serie Fixer-Upper Mysteries di Kate Carlisle.

## Trama
Shannon Hughes della Hughes Restoration di Lighthouse Cove, Oregon, si offre volontaria, insieme ad altre persone, per ristrutturare una villa vittoriana donata alla Sunny Site Housing per un progetto di housing sociale. Quando all'interno della dimora viene trovato il cadavere di un ricco e cinico banchiere, Shannon si mette ad indagare.

## Curiosità
Nel film la casa viene descritta come in stile vittoriano ma in realtà si tratta di una casa in stile Tudor, come si può facilmente riconoscere dal disegno di travi ed intonaco.